# (1966) Tristan
(1966) Tristan (2552 P-L) – planetoida z pasa głównego asteroid okrążająca Słońce w ciągu 3,83 lat w średniej odległości 2,45 j.a. Odkryta 24 września 1960 roku.